# Cantonul Strasbourg-6
Cantonul Strasbourg-6 este un canton din arondismentul Straatsburg-Stad, departamentul Bas-Rhin, regiunea Alsacia, Franța.